# Brian Howard (cestista)
Brian Eugene Howard (Winston-Salem, 19 ottobre 1967) è un ex cestista statunitense, professionista nella NBA e in Europa.

## Palmarès
- CBA All-Rookie First Team (1991)
- Coppa di Francia: 2

ASVEL: 1996, 1997